# Drohiczyn (gmina)
Drohiczyn (daw. gmina Narojki) – gmina miejsko-wiejska w Polsce położona w województwie podlaskim, w powiecie siemiatyckim. W latach 1975–1998 gmina administracyjnie należała do województwa białostockiego.
Siedziba gminy to Drohiczyn.
Według danych z 30 czerwca 2004 gminę zamieszkiwały 6882 osoby.

## Struktura powierzchni
Według danych z roku 2002 gmina Drohiczyn ma obszar 207,96 km², w tym:
- użytki rolne: 81%
- użytki leśne: 10%

Gmina stanowi 14,25% powierzchni powiatu.

## Demografia

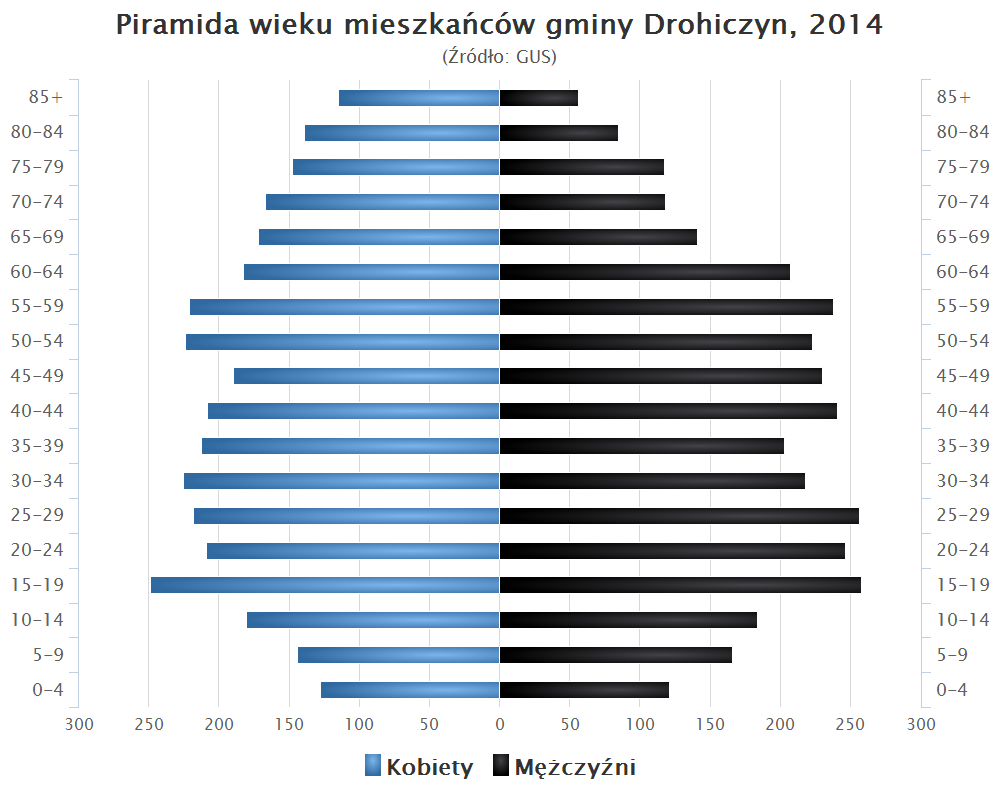
Piramida wieku mieszkańców gminy Drohiczyn w 2014 roku

Dane z 30 czerwca 2004:
| Opis                              | Ogółem | Ogółem | Kobiety | Kobiety | Mężczyźni | Mężczyźni |
| --------------------------------- | ------ | ------ | ------- | ------- | --------- | --------- |
| jednostka                         | osób   | %      | osób    | %       | osób      | %         |
| populacja                         | 6882   | 100    | 3419    | 49,7    | 3463      | 50,3      |
| gęstość zaludnienia (mieszk./km²) | 33,1   | 33,1   | 16,4    | 16,4    | 16,7      | 16,7      |

## Sołectwa
Arbasy (wsie: Arbasy i Arbasy Małe), Bryki, Bużyski, Chechłowo, Chrołowice, Chutkowice, Klepacze, Kłyzówka, Koczery, Lisowo, Lisowo-Janówek, Łopusze, Miłkowice-Janki, Miłkowice-Maćki, Miłkowice-Paszki, Miłkowice-Stawki, Minczewo, Narojki, Obniże, Ostrożany, Putkowice Nadolne, Putkowice Nagórne, Rotki, Runice, Sady, Siekierki, Sieniewice, Skierwiny, Smarklice, Smorczewo, Sytki, Śledzianów, Tonkiele, Wierzchuca (wsie: Wierzchuca Nadbużna i Wierzchuca Nagórna), Wólka Zamkowa, Zajęczniki.

## Miejscowości niesołeckie
Bujaki, Przesieka.

## Sąsiednie gminy
Grodzisk, Jabłonna Lacka, Korczew, Perlejewo, Platerów, Repki, Siemiatycze